# Greatest Hit (...and 21 Other Pretty Cool Songs)
Greatest Hit (...and 21 Other Pretty Cool Songs) es un álbum recopilatorio de la banda de metal progresivo Dream Theater lanzado el 1 de abril de 2008. El humorístico título hace referencia al único éxito radial de la banda (Pull Me Under, del álbum Images and Words).
El álbum está dividido en dos CD: el primero (The Dark Side, el lado oscuro), que contiene una selección de sus temas más «pesados»; y el segundo (The Light Side, el lado claro), que es una selección de baladas o temas «ligeros».

## Listado de canciones
| CD1: "The Dark Side" |                                                |               |                                              |                                        |          |  |
| N.º                  | Título                                         | Letras        | Música                                       | Álbum original                         | Duración |  |
| 1.                   | «Pull Me Under» (2007 remix)                   | Kevin Moore   | Dream Theater                                | Images and Words                       | 8:13     |  |
| 2.                   | «Take the Time» (2007 remix)                   | Dream Theater | Dream Theater                                | Images and Words                       | 8:22     |  |
| 3.                   | «Lie» (single edit)                            | Moore         | Dream Theater                                | Awake                                  | 5:02     |  |
| 4.                   | «Peruvian Skies»                               | John Petrucci | Dream Theater                                | Falling into Infinity                  | 6:42     |  |
| 5.                   | «Home» (single edit)                           | Mike Portnoy  | Dream Theater                                | Metropolis Pt. 2: Scenes from a Memory | 5:38     |  |
| 6.                   | «Misunderstood» (single edit)                  | Petrucci      | Petrucci, John Myung, Jordan Rudess, Portnoy | Six Degrees of Inner Turbulence        | 5:14     |  |
| 7.                   | «The Test That Stumped Them All» (single edit) | Portnoy       | Petrucci, Myung, Rudess, Portnoy             | Six Degrees of Inner Turbulence        | 5:00     |  |
| 8.                   | «As I Am» (clean single edit)                  | Petrucci      | Petrucci, Myung, Rudess, Portnoy             | Train of Thought                       | 7:14     |  |
| 9.                   | «Endless Sacrifice»                            | Petrucci      | Petrucci, Myung, Rudess, Portnoy             | Train of Thought                       | 11:23    |  |
| 10.                  | «The Root of All Evil» (edit)                  | Portnoy       | Dream Theater                                | Octavarium                             | 7:16     |  |
| 11.                  | «Sacrificed Sons» (edit)                       | James LaBrie  | Dream Theater                                | Octavarium                             | 9:41     |  |

| CD2: "The Light Side" |                                          |                 |                                  |                                        |          |  |
| N.º                   | Título                                   | Letras          | Música                           | Álbum original                         | Duración |  |
| 1.                    | «Another Day» (2007 remix)               | Petrucci        | Dream Theater                    | Images and Words                       | 4:25     |  |
| 2.                    | «To Live Forever»                        | Moore, Petrucci | Dream Theater                    | Lie (CD single)                        | 4:56     |  |
| 3.                    | «Lifting Shadows Off a Dream»            | John Myung      | Dream Theater                    | Awake                                  | 6:09     |  |
| 4.                    | «The Silent Man»                         | Petrucci        | Petrucci                         | Awake                                  | 3:47     |  |
| 5.                    | «Hollow Years»                           | Petrucci        | Dream Theater                    | Falling into Infinity                  | 5:55     |  |
| 6.                    | «Through Her Eyes» (alternate album mix) | Petrucci        | Dream Theater                    | Metropolis Pt. 2: Scenes from a Memory | 6:03     |  |
| 7.                    | «The Spirit Carries On»                  | Petrucci        | Dream Theater                    | Metropolis Pt. 2: Scenes from a Memory | 6:40     |  |
| 8.                    | «Solitary Shell» (single edit)           | Petrucci        | Petrucci, Myung, Rudess, Portnoy | Six Degrees of Inner Turbulence        | 4:10     |  |
| 9.                    | «I Walk Beside You»                      | Petrucci        | Dream Theater                    | Octavarium                             | 4:28     |  |
| 10.                   | «The Answer Lies Within» (edit)          | Petrucci        | Dream Theater                    | Octavarium                             | 5:15     |  |
| 11.                   | «Disappear»                              | LaBrie          | Petrucci, Myung, Rudess, Portnoy | Six Degrees of Inner Turbulence        | 6:45     |  |

## Trivia
- En la tapa del disco se puede apreciar en el título las letras "S, H, I, T" de un color bordo, desentonando de las demás (de color negro).
- En "As i Am" aproximadamente en 03:34 aparece la palabra "fucked", pero en este disco esa palabra se encuentra censurada.